# 小野三嗣
小野 三嗣（おの みつつぐ、1921年(大正10年)4月19日 - 2007年(平成19年)3月22日）は、日本の運動生理学者。
秋田県大館生まれ。1942年陸軍航空士官学校卒、45年大尉に昇進、航空第二師団参謀部付、1950年東京慈恵会医科大学医学部卒業。同名取礼二生理学教室所属、60年 東京慈恵会医科大学医学博士。論文の題は「所謂光力学的作用による骨格筋収縮の機転について」62年慈恵医大講師、1963年東京学芸大学助教授。1964年東京オリンピックで重量挙げのトレーニング-ドクターとなり、全員入賞に貢献した。1966年横浜国立大学教授、1970年東京学芸大学教授。85年定年退官、名誉教授。1991年川崎医療福祉大学教授。1992年小野スポーツ体力研究財団理事長。95年川崎医療大退職。慈恵会医科大客員教授。2001年秩父宮記念スポーツ医・科学賞受賞。

## 著書
- 『ひげ』学生社、1969
- 『健康をもとめて 乳児期』不昧堂出版 不昧堂新書、1971
- 『健康と体力の科学 新しい体力づくりの理論と実際』大修館書店、1971
- 『125歳への挑戦 寿命減点法』講談社、1971
- 『健康をもとめて 児童・思春期』不昧堂出版 不昧堂新書、1972
- 『健康を求めて 青年期』不昧堂新書、1972
- 『健康をもとめて 壮年期』不昧堂新書、1972
- 『健康をもとめて 幼児期』不昧堂新書、1972
- 『健康をもとめて 老年期』不昧堂新書、1972
- 『長寿へのからだづくり』社会保険出版社 老人福祉双書、1973
- 『誰のための体力か 体力における自己責任』玉川大学出版部、1974
- 『あし いま、身体について考える』風濤社、1975 「健康は「あし」から」朝日文庫
- 『あしを鍛えて頭を強くする わが子に根性を!』主婦の友健康ブックス、1977
- 『親と子の水泳教育』玉川大学出版部、1977
- 『運動生理学による体力づくりの知恵』あすなろ書房、1978
- 『運動とからだ 市民スポーツ愛好者のために』成美堂新書、1978
- 『運動の生理科学』朝倉書店、1978
- 『肥満を考え直そう』不昧堂新書、1978
- 『健康・体力づくりの医学 スポーツは必要か』真興交易医書出版部 大衆医学書シリーズ、1980
- 『ひげの科学』玉川大学出版部 玉川選書、1980
- 『健康・体力づくり入門 運動処方の考え方と実際』大修館書店 PH選書、1982
- 『手 大脳をきたえる』玉川大学出版部 玉川選書、1982
- 『臨床医のためのスポーツ医学 1 肥満のスポーツ医学』朝倉書店、1982
- 『運動・レクリエーションの健康学』大修館書店 健康科学ライブラリー、1983
- 『個体差 自分で診断、自分の体質』風濤社 シリーズ・身体のしくみ、1986
- 『歩くと脳は若返る 間違いだらけのボケの常識』講談社、1988
- 『運動不足とは からだと運動の生理から見る』風濤社、1988
- 『歩くQ&A 足を使って頭を動かす』ラジオ技術社、1990
- 『日本における体力医学研究の歴史と展望』大修館書店、1991
- 『運動と健康』一橋出版、1992
- 『健康づくりのワナ』朝日新聞社、1993 のち文庫
- 『母のための健康学』玉川大学出版部、1999
- 『小野三嗣先生の健康生活は至極カンタン 80歳、現役、毎日一万歩』ランナーズ、2000

### 共編著
- 『スポーツ科学講座 第9 スポーツマンの体力測定』松田岩男共著 大修館書店、1965
- 『スランプ』調枝孝治、吉岡隆徳共著 不昧堂出版、1971
- 『受験生のための合格メニュー365日』斎藤茂太、岡本清孝共著 柴田書店、1977
- 『ベビースイミング教室』波多野勲、品川不二郎共著 大修館書店 スポーツビクトリーコース、1977
- 『運動療法』阿部正和共編集 朝倉書店、1978
- 『からだと心の強い子に 運動生理学による子育ての知恵』石井文子共著 あすなろ書房、1978
- 『ホーム・アスレチックス あなたの行動を豊かにする』小野清子共著 赤ちゃんとママ社、1980
- 『運動と寿命』塩川優一共編集 朝倉書店、1981
- 『子どもの骨を丈夫にする本 体力・健康づくりのために』渡辺雅之共著 公文数学研究センター、1981
- 『小児の骨折』宮崎義憲共著 医歯薬出版 小児のメディカル・ケア・シリーズ、1979
- 『新運動の生理科学』成澤三雄、小野寺昇共著 朝倉書店、1997

### 翻訳
- H.B.フォールス、E.L.ウォーリス、G.A.ローガン『スポーツにおけるコンディショニングの基礎』窪田登共訳 講談社、1972
- G.A.ローガン、W.C.マッキニー『キネシオロジー入門』石井喜八、小林一敏、波多野善郎共訳 講談社、1974
- G.A.ローガン『リハビリテーション』高浜晶彦共訳 講談社、1974

## 参考
- コトバンク
- 『人事興信録』1995年
- 倉田博「故 小野三嗣先生を偲んで」『体力科學』第56巻第3号、日本体力医学会、2007年6月、i-ii、ISSN 0039906X、NAID 110006290445。